# Aonidomytilus hyperici
Aonidomytilus hyperici är en insektsart som beskrevs av Ferris 1941. Aonidomytilus hyperici ingår i släktet Aonidomytilus och familjen pansarsköldlöss. Inga underarter finns listade i Catalogue of Life.